# Beaucourt-sur-l'Hallue

Beaucourt-sur-l'Hallue este o comună în departamentul Somme, Franța. În 1 ianuarie 2022 avea o populație de 279 de locuitori.